# Браунсвег
Браунсвег (хол. Brownsweg) је град и летовалиште у Суринаму, у округу Брокопондо. Број становника по попису из 2012. је био 4 793.

## Историја
Град је добио име по путу који води до Браунсберг и Парка природе Браунсберг. Налази се у близини акумулације Брокопондо. Године 1958. саграђен је Браунсвег за становнике области која је поплављена након изградње бране Афобака. Једна од главних брига била је исељавање 5.000 људи који живе на том подручју. Браунсвег је био стајалиште на некадашњој железници Лава, а 1959. године у близини засеока изграђен је камп Princess Marie.
Највећа етничка група Браунсвега су Маруни. Већина становника и даље племенски живи у селима у близини река и путева. Примарну медицинску негу обавља Medische Zending. До летовалишта се може доћи преко Афобакавега. 15. маја 2020. године Афобакавег ће се повезати са аутопутем Dési Delano Bouterse, јединим аутопутем у Суринаму између Парамариба и Зандерија.

## Угледни људи
- Diana M. Pokie (1979), политичарка